# The Voice (album de Kokia)
Pour les articles homonymes, voir The Voice.
Albums de KOKIA
Aigakikoeru Listen for the love
(2006) Fairy Dance
(2008)
The VOICE est le 6e album de KOKIA (en exceptant une compilation). Il sort le 20 février 2008 au Japon sur le label Victor Entertainment, et atteint la 42e place du classement des ventes hebdomadaire de l'Oricon, restant classé pendant quatre semaines. Il reste son quatrième album le plus vendu.
Il sort une semaine plus tard en France sur le label Wasabi Records, avec une seule modification : la dernière piste "Watashi ni Dekiru Koto" y est remplacée par le titre Say Goodbye & Good Day, qui sert de thème de fin au jeu vidéo Tales of innocence sur Nintendo DS. La chanson d'ouverture du jeu, Follow The Nightingale, figure sur les deux éditions. Ces deux chansons étaient sorties sur un même single le 21 novembre 2007 au Japon.

## Titres
Toutes les chansons sont écrites et composées par Kokia, sauf la reprise de l'Ave Maria de Vladimir Vavilov. Seule la dernière piste diffère dans les deux éditions.
Édition française
1. Odayakana Shizukesa
2. Follow The Nightingale (Thème d'ouverture du jeu Tales of innocence)
3. Ave Maria
4. Todokimasuyoni
5. Song Of Pocchong / Shizuku No Uta
6. Gomenne
7. Lacrima
8. Nanimo Kamo Ga Hoshi Ni Natte
9. Il Mare Dei Suoni
10. Everlasting
11. Chiisana Uta
12. Say Goodbye & Good Day (Thème de fin du jeu Tales of innocence)

Édition japonaise
1. 穏やかな静けさ～浄歌
2. Ｆｏｌｌｏｗ　ｔｈｅ　Ｎｉｇｈｔｉｎｇａｌｅ
3. Ａｖｅ　Ｍａｒｉａ
4. 届きますように
5. ｓｏｎｇ　ｏｆ　ｐｏｃｃｈｏｎｇ～雫の唄
6. ごめんね。
7. Ｌａｃｒｉｍａ
8. 何もかもが星になって
9. ｉｌ　ｍａｒｅ　ｄｅｉ　ｓｕｏｎｉ
10. Ｅｖｅｒｌａｓｔｉｎｇ
11. 小さなうた
12. 「私にできること」（日本盤スペシャル・トラック）